# Qaa (Liban)
Pour les articles homonymes, voir Qaa.
Qaa est un village de la Bekaa au Liban. La population y est majoritairement grecque-catholique.

## Massacres de Qaa
Le 28 juin 1978, le service de renseignement syrien est entré dans ce village et a arrêté 24 villageois, puis les a fusillés.[réf. souhaitée]
Le 4 août 2006, le 23e jour du conflit israélo-libanais de 2006, au moins 26 personnes, pour la plupart syriens, sont abattus par un raid aérien israélien.
Le 1er septembre 2012, une unité militaire syrienne s'est infiltrée en territoire libanais et a enlevé un agriculteur de la ville, participant ainsi à l'escalade dans la guerre civile syrienne. L'invasion a duré quarante minutes avant que l'unité ne se retire. Une maison de Qaa avait précédemment été frappée par un obus de l'armée syrienne.